# Rue Pierre-Leroux
Ne doit pas être confondu avec rue Leroux.
La rue Pierre-Leroux est une voie du 7e arrondissement de Paris.

## Situation et accès
Longue de 264 m, elle débute au 7, rue Oudinot et se termine au 60, rue de Sèvres. Elle est en sens unique dans le sens nord-sud. 
Le quartier est desservi par la ligne 10 à la station Vaneau.

## Origine du nom

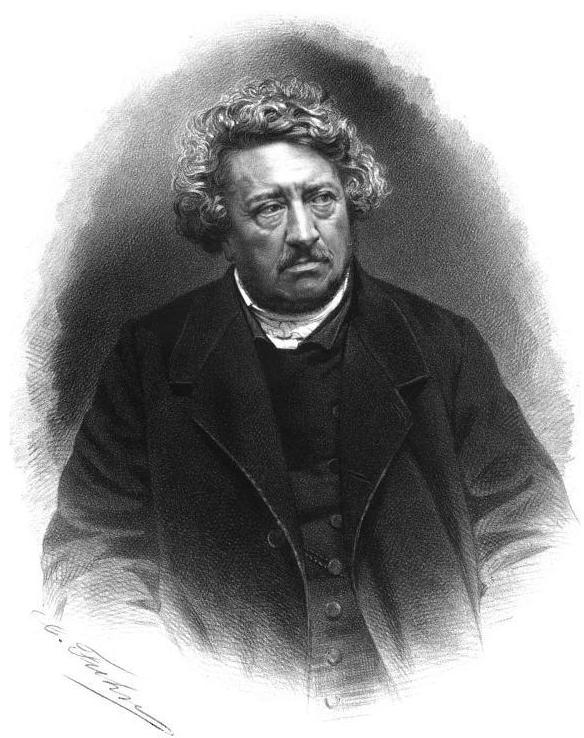
Pierre Leroux.

Elle porte le nom de Pierre Leroux (1797-1871), philosophe et homme politique français.

## Historique
Indiquée par le nom de rue de La Plume dès 1672 sur le plan de Jouvin de Rochefort, elle reçut en 1710 le nom de « rue Bullet ». Sur le plan Roussel de 1731, elle porte le nom de « rue de Traverse » ; elle est ensuite dénommée « rue du Frère-Philippe » par un décret du 3 novembre 1874, en mémoire de Mathieu Bransiet, en religion frère Philippe, supérieur général des frères de la Doctrine chrétienne (1792-1874).
Elle prend sa dénomination actuelle par un arrêté du 10 novembre 1885.

## Bâtiments remarquables et lieux de mémoire

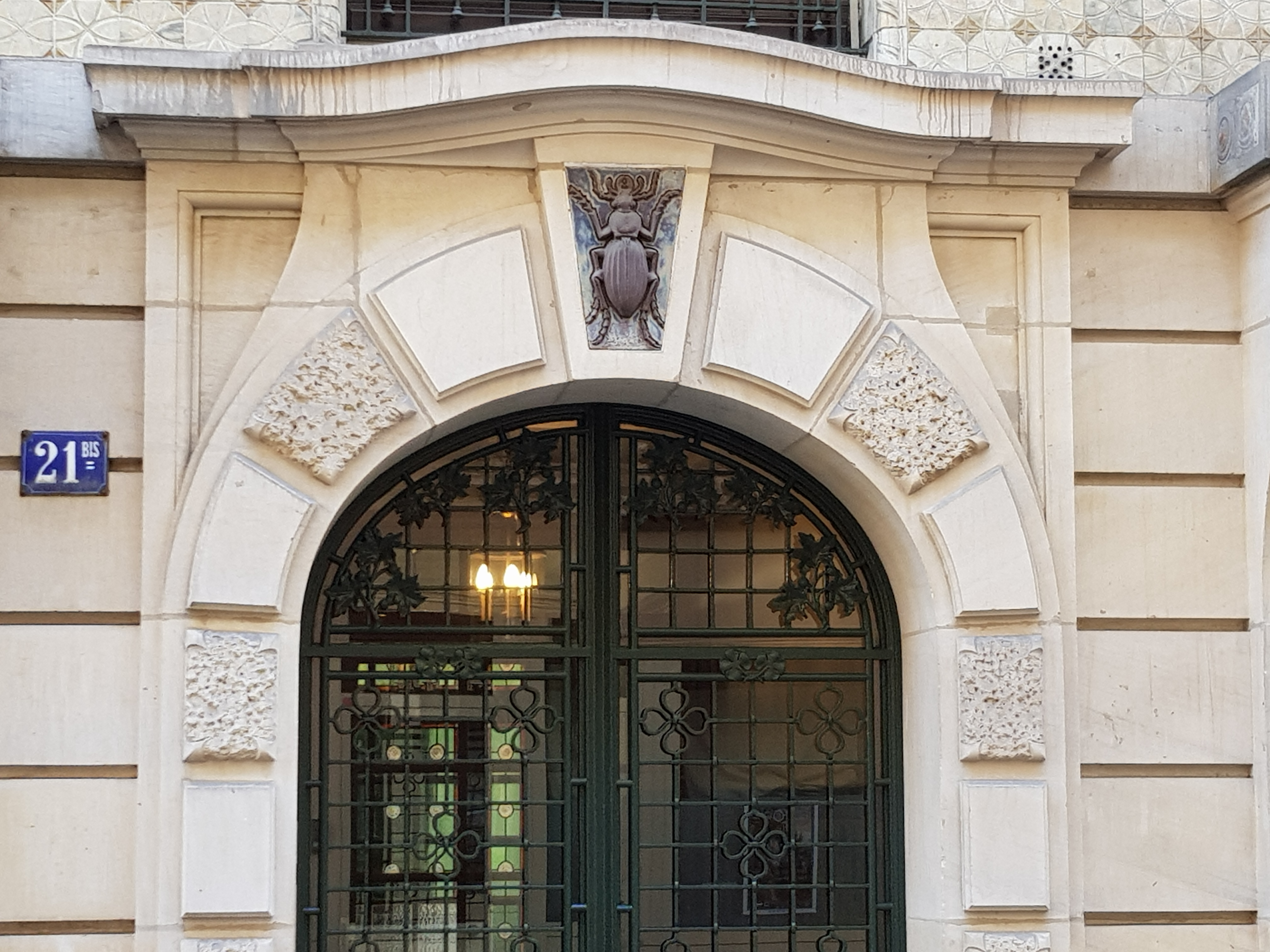
No 21 bis : détail de l’entrée.

- Nos 21 et 21 bis : immeuble Art nouveau revêtu de céramique d'Alexandre Bigot, construit par l'architecte Paul Lahire en 1908.